# アルマトイ地下鉄

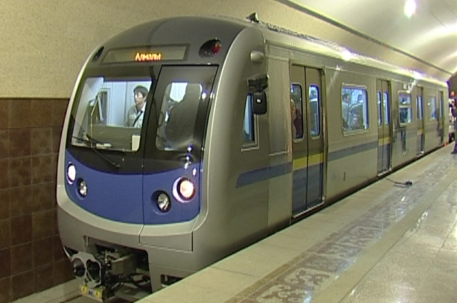
韓国ロテム製の地下鉄車両

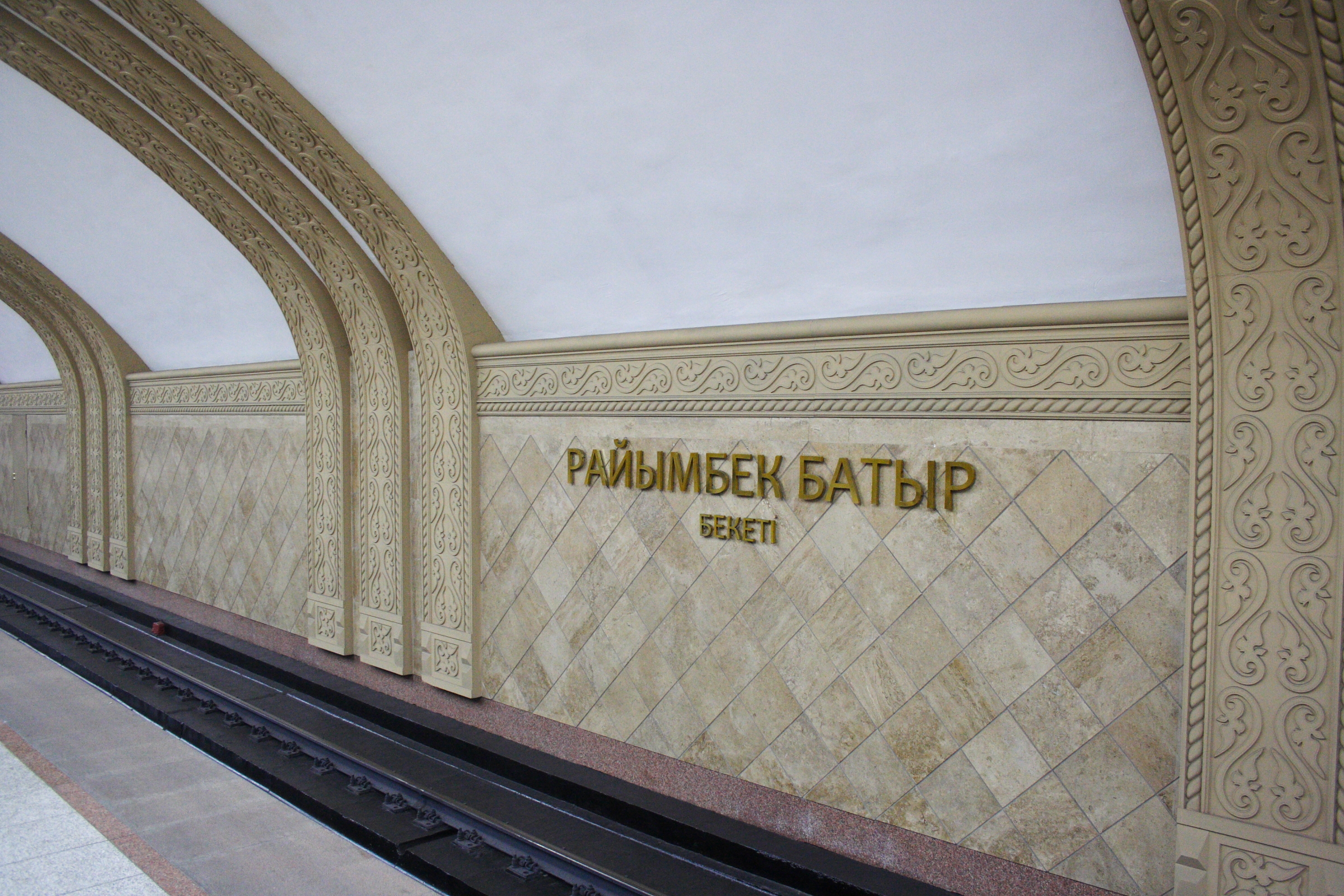
ライムベクバトゥーラ駅構内の駅名表示

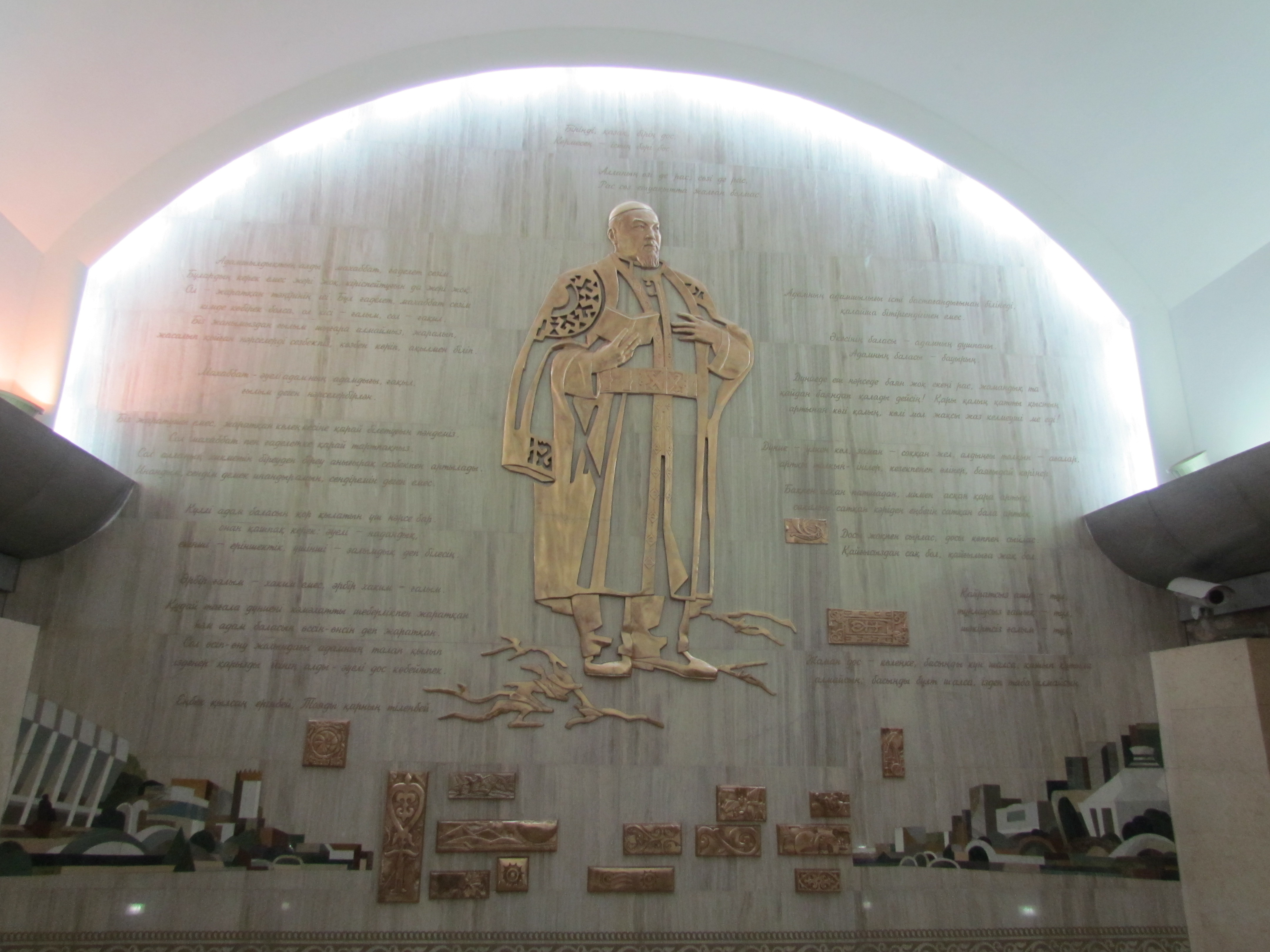
アバイ駅構内の装飾

アルマトイ地下鉄 (アルマイトちかてつ、英語: Almaty Metro、カザフ語:  Алматы метрополитені; ロシア語: Алматинский метрополитен) は、カザフスタンのアルマトイの地下鉄である。最初の支線が2011年12月1日に開業した。中央アジアではウズベキスタンのタシュケント地下鉄に次ぐ2番目の地下鉄路線である。

## システム
全路線が完成すると、線路の総延長は45 kmになる。
1号線は11.3 kmで、9の駅を持つ（そのうち4つは地下深く、3つは表面付近に位置する）。最初は、20両の電車で運営され、路線が完成すると52両に増やされる。平均時速は40 km/hで、両端を12分間で結ぶ。建設費は1兆10億テンゲ（約10億ドル）と推定されている。
最初の区間が開業した後、1号線と2号線の地表に近い残りの部分の建設が開始される。両方の路線が出来ると、現在計画中の3号線の建設が始まる。
各駅とも、旧ソ連の伝統的なスタイルのデザインとなっており、大理石やシャンデリアなどの豪華な装飾が施されている。車両は韓国のロテム製である。

## 路線と駅

### 2号線
計画中

### 3号線
計画中

## 建設
地下鉄の建設は、カザフスタンがまだソビエト連邦の一部であった1988年に開始された。しかし、ソビエト連邦の崩壊後、モスクワの基金が底をつき、新しいカザフスタン政府は建設を継続することができなくなった。既着工区間の保全の努力が続けられたが、費用が高額で大きな借金が残ってしまった。
2003年、カザフスタン政府は、地下鉄の建設を継続するための基金を含む、新しい開発イニシアチブを計画した。2005年までに、現在のヌルスルタン・ナザルバエフが指揮を執る建造計画は、2006年から2008年の間に7200万テンゲの融資を受ける約束を得た。

## ギャラリー

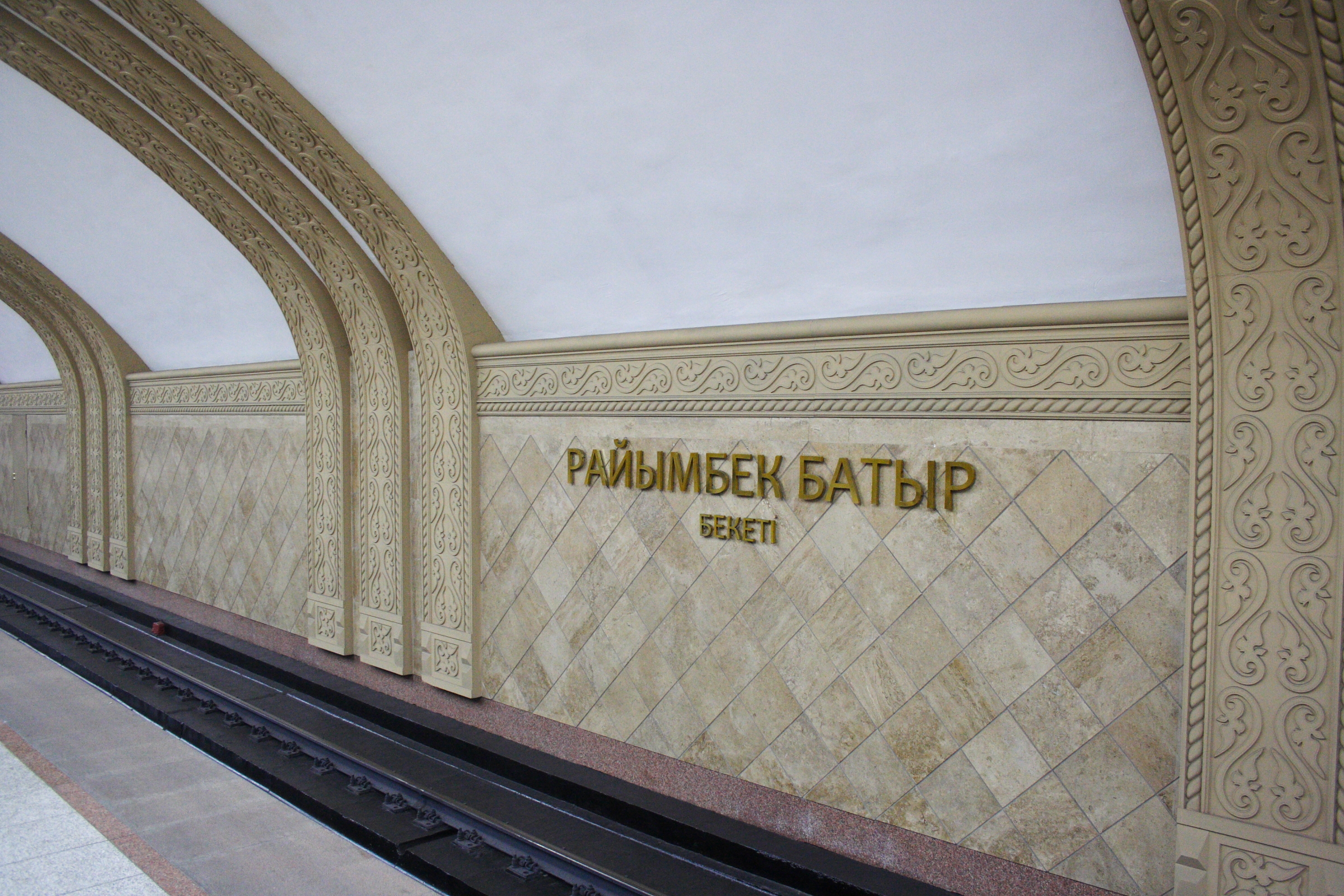
ライムベクバトゥーラ駅
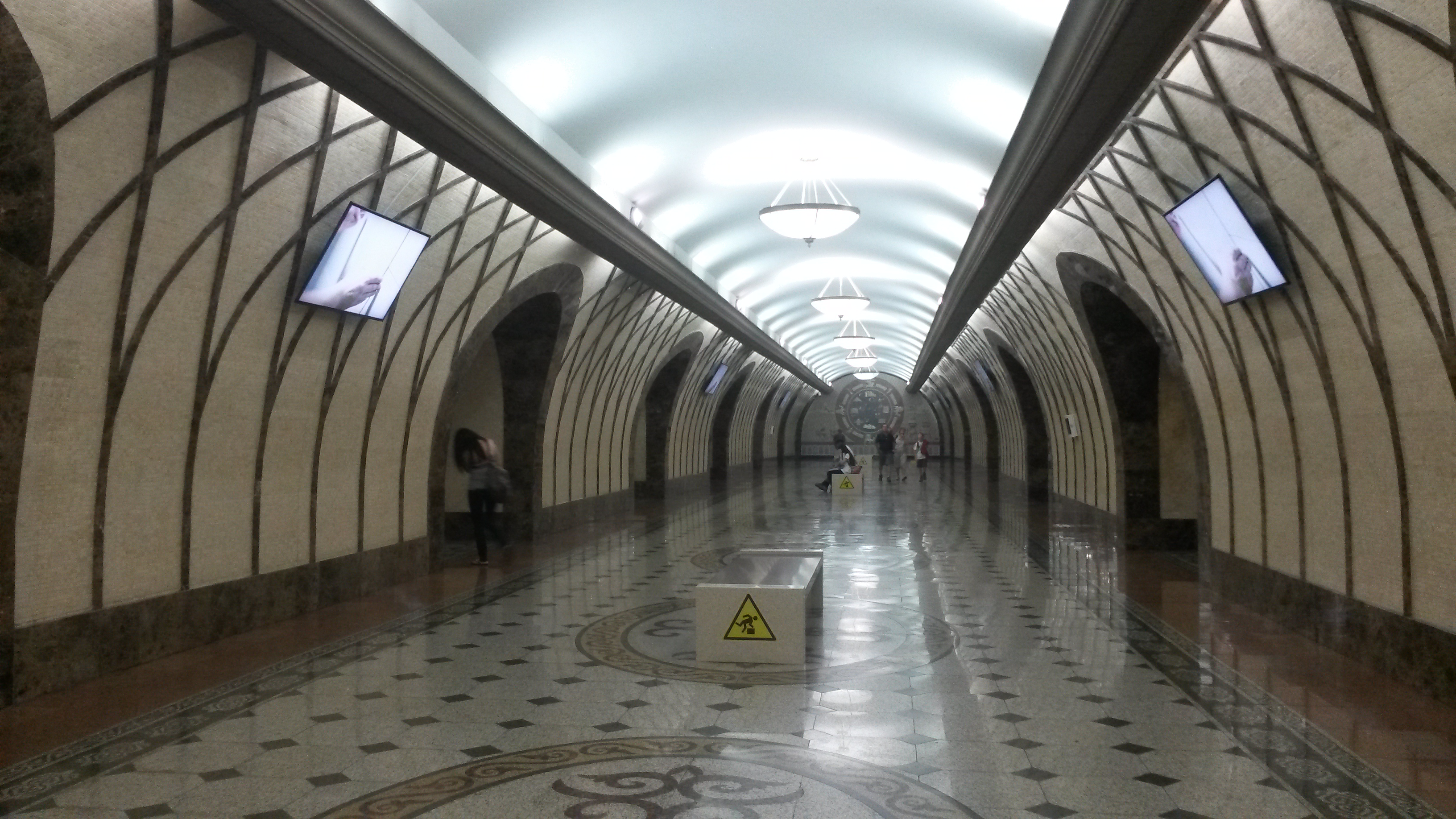
ジベックジョル駅
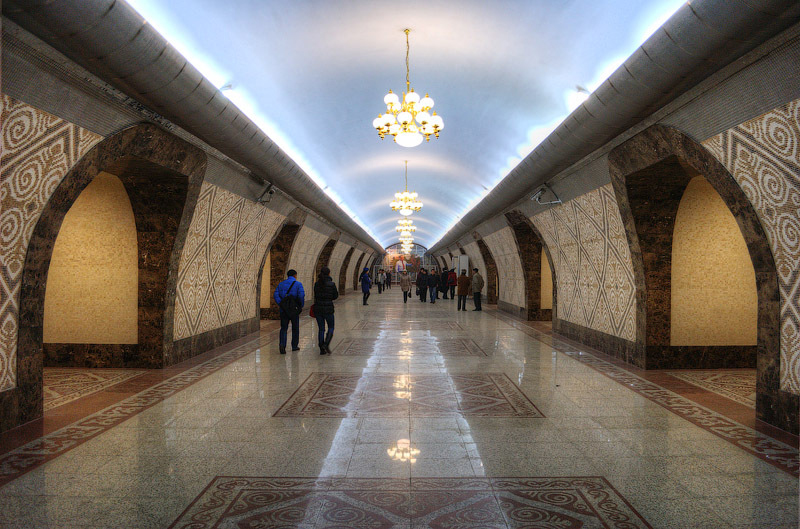
アルマリィ駅
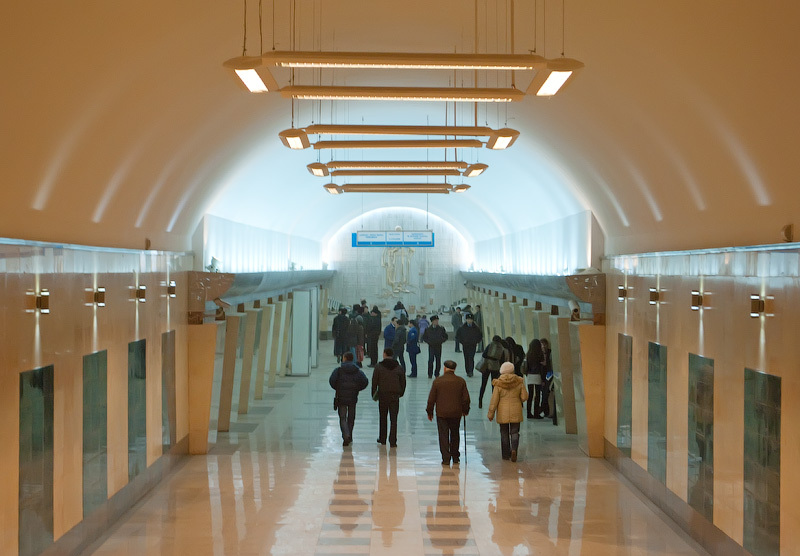
アバイ駅
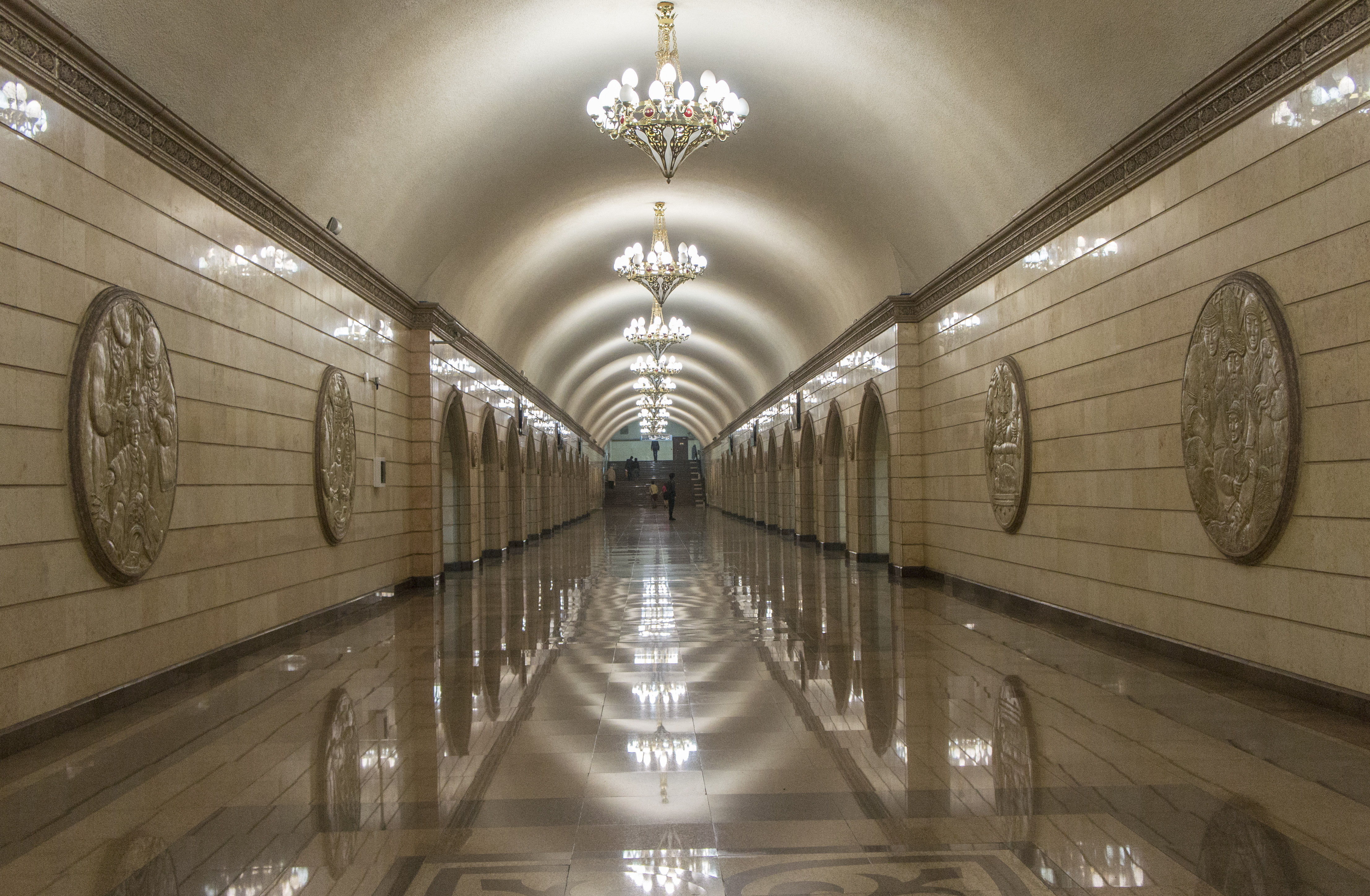
アウエゾフ劇場駅
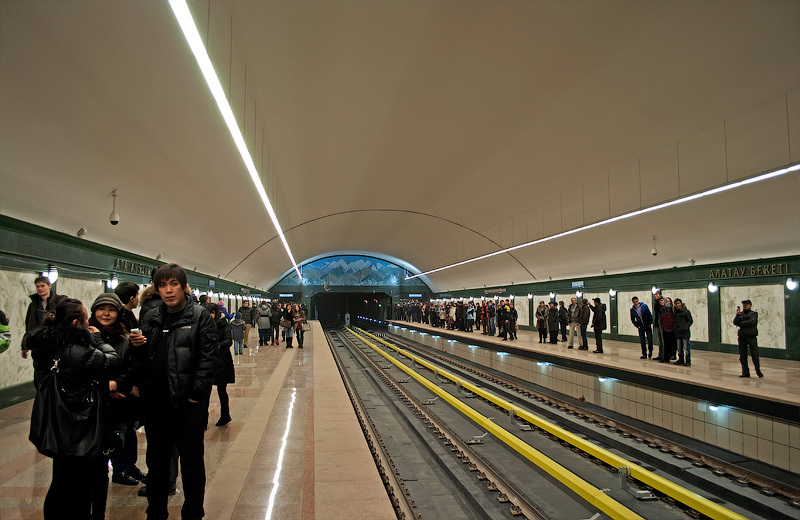
アラトー駅